# La stella che non c'è
La stella che non c'è (Nederlands: De ster die er niet is) is een Italiaanse film uit 2006 geregisseerd en geschreven door Gianni Amelio. De hoofdrollen worden vertolkt door Sergio Castellitto en Ling Tai.

## Verhaal
Vincenzo Buonavolontà is een ingenieur die verantwoordelijk is voor het onderhoud van een Italiaanse staalfabriek. Er wordt een oude hoogoven, die later defect blijkt te zijn en een ernstig ongeluk kan veroorzaken, verkocht aan Chinezen. Vincenzo vertrekt naar China om de machine te herstellen. In Shanghai ontmoet hij de jonge Chinese tolk Liu met wie hij tijdens een lange reis doorheen China op zoek gaat naar de fabriek.

## Rolverdeling
- Sergio Castellitto - Vincenzo Buonavolontà
- Ling Tai - Liu Hua
- Angelo Costabile - Arbeider
- Hiu Sun Ha - Chong
- Catherine Sng - Secretaresse
- Enrico Vanigiani - Directeur staalfabriek
- Roberto Rossi - Directeur staalfabriek
- Xu Chungqing - Kantoordirecteur
- Biao Wang - Politiecommissaris
- Jian-yun Zhao - Student

## Prijzen en nominaties
- Gewonnen: Premio Fondazione Mimmo Rotella
- Genomineerd: Premio Pasinetti
- Genomineerd: Gouden Leeuw